# Brezičani (Prijedor)
Pour les articles homonymes, voir Brezičani.
Brezičani (en serbe cyrillique : Брезичани) est un village de Bosnie-Herzégovine. Il est situé sur le territoire de la ville de Prijedor et dans la république serbe de Bosnie. Selon les premiers résultats du recensement bosnien de 2013, il compte 1 280 habitants.

## Géographie
Le village est situé à la confluence des rivières Vragolovača et Svetinja et de la Sana, un affluent droit de l'Una.

## Démographie

### Évolution historique de la population dans la localité
| 1948 | 1953 | 1961  | 1971  | 1981  | 1991  | 2013  |
| ---- | ---- | ----- | ----- | ----- | ----- | ----- |
| -    | -    | 1 439 | 1 544 | 1 572 | 1 648 | 1 280 |

|  |

## Personnalités
- Dušan Egić, héros national de la Yougoslavie
- Milan Egić, héros national de la Yougoslavie
- Stevo Rauš, héros national de la Yougoslavie